# Аспендос

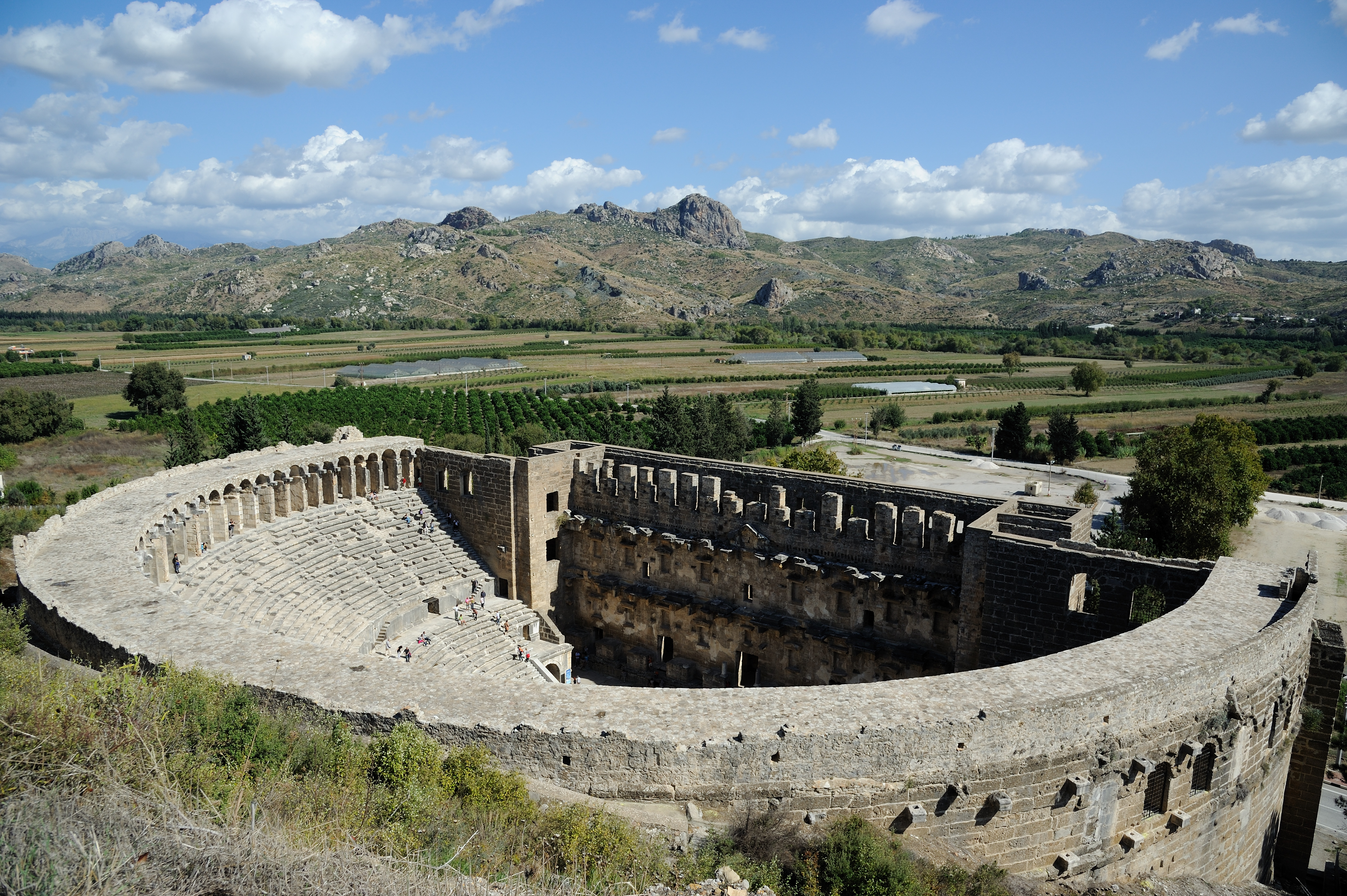
Римський театр в Аспендосі

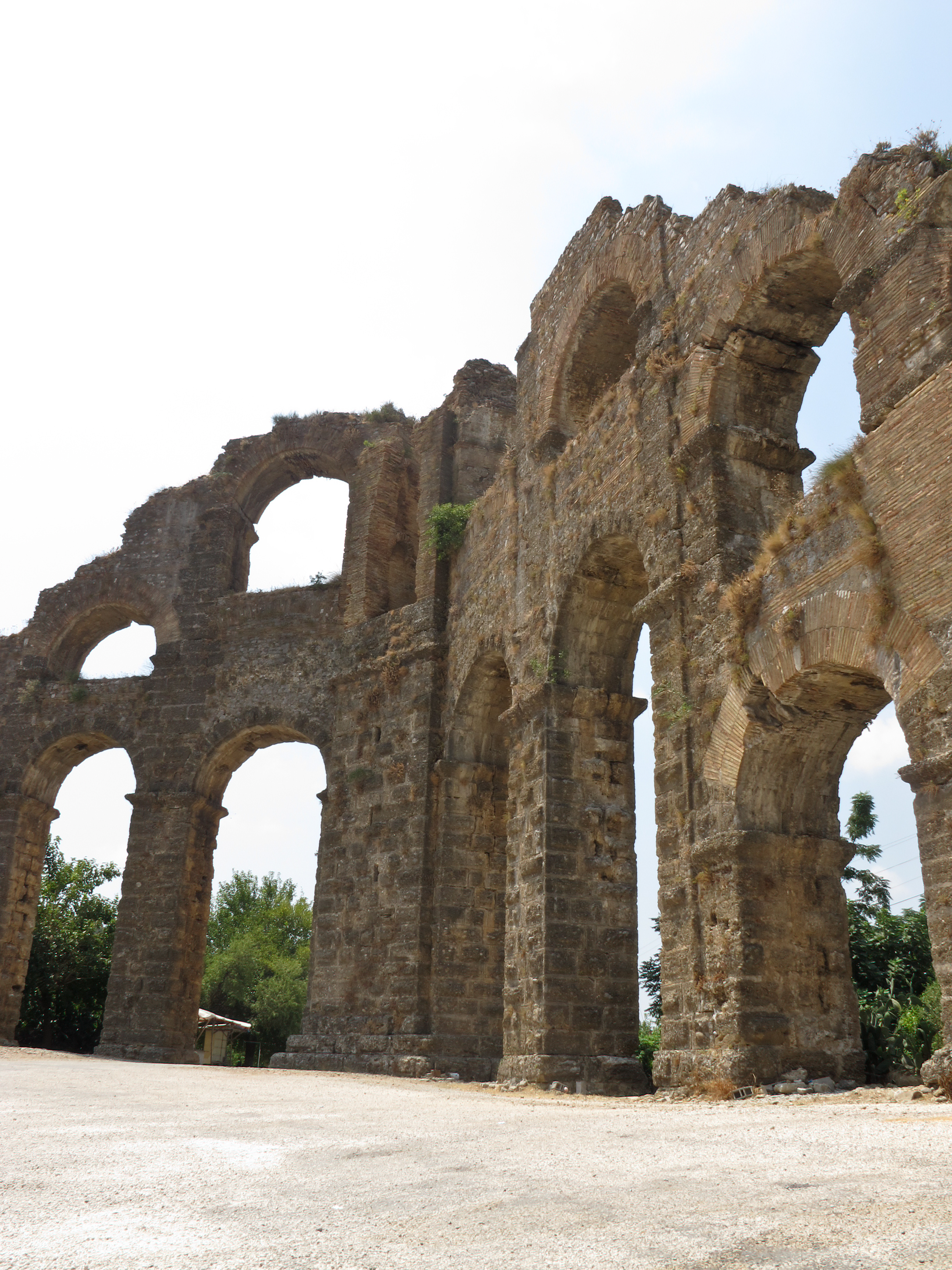
Система сифонів Акведука Аспендосу

36°56′20″ пн. ш. 31°10′20″ сх. д. / 36.93889° пн. ш. 31.17222° сх. д.
Аспендос (дав.-гр. Άσπενδος) — античне місто-держава (поліс), що існувало в історичній області Памфілії (зараз — іл Анталья, Турецькій Республіці), порт на річці Еврімедон.

## Історія
За грецькими переказами місто заснували переселенці з Аргосу Пелопонеського ще в 12 ст. до н. е. Один із засновників міста —  віщун Мопс.
Місто існувало з VIII ст. до н. е. по VIII ст. н. е. На монетах 5 ст. до н. е. місто має назву Estwediiys (грецькою ΕΣΤFΕΔIIΥΣ), можливо назва походить від народу хеттів. Місто мало драматичну історію і декілька разів переходило до різних держав — Лікії, Персії, Афінського морського союзу. У 333 році до н.е місто формально перейшло до складу імперії Олександра Македонського, потім до держави Селевкідів, Пергама, а з 2 ст. до. н. е. перейшло під залізну руку Римської імперії.
В античні та візантійські часи тут був відомий важливий економічний релігійний та культурний центр Памфілії. Протягом класичного та елліністичного періодів Аспендос був наймогутнішим та найбагатшим містом регіону, проте в римські часи поступився цим статусом сусідньому Перге. Але значної політичної ролі не відігравав. Лише нові розкопки, можливо, нададуть нові факти його історії доримського періоду.
Щоб уникнути пограбувань морськими піратами, місто вибудували на відстані 16 км  від морського узбережжя на річці Еврімедон. Добрий клімат та вдале географічне розміщення сприяли швидкому розвиткові міста і перетворенню його на один з великих торговельних центрів. На берегах річки Еврімедон згодом виник порт, а в передмістях насадили оливкові саді та виноградники. Місто за часів Риму досягло вищого власного розвитку і торгувало зерном, ювелірними виробами, вином та кіньми. Коні Аспендоса поціновували в різних ділянках тодішньої ойкумени. Пізніше римські намісники пограбували мистецькі скарби міста і вивезли в Рим. Наприкінці римського володарювання Аспендос втрачав значення, пов'язане з кризою Римської імперії. Остаточно місто занепало вже в десятиліття володарювання Візантійської імперії, чому сприяли земельні захоплення арабських вояків.

## Античні руїни міста
На початок ХХІст.  залишки стародавнього міста розташовані приблизно в 4,5 кілометрах на Північ від м. Серік та в 35 км  від м. Анталья.
Серед збережених руїн античного міста — археологічні залишки колишньої агори, колишня базиліка давньоримського періоду, колишній міський фонтан Німфеон, кам'яний міст через річку римського періоду тощо. Найвідомішими пам'ятками Аспендосу є театр (разом з театрами Босри та Оранжа є одним з трьох найкраще збережених античних театрів у світі) та акведук, який справедливо вважають одним з див античної інженерної думки.

## Театр в Аспендосі
Давньоримський театр в Аспендосі розташований неподалік колишньої агори. Його глядацька зала спланована на ухилі місцевої гори. Заокруглена частина глядацької зали має діаметр дев'яносто шість (96) метрів. Прямокутний фасад театру повернутий в бік міста. А глядацька зала спирається на арки, поширений спосіб в римському будівництві. До добре збережених частин належить і архітектурна декорація сцени. Верхня частина архітектурної декорації зберегла п'ятдесят вісім отворів для дерев'яних щогл, що утримували тент над сценою від спекотного сонця під час денних вистав. Щогли і тент були втрачені під час використання споруди театру не за театральним призначенням.
Театр Аспендоса вибудували за проєктом місцевого архітектора Зенона 155 року н. е. Одномоментно в ньому могли дивитись вистави 7.000 осіб. Театр стояв пусткою, коли місто покинули візантійці. В роки володарювання сельджуків театр в колишньому Аспендосі використовували як каравансарай. В 13 столітті давньоримський театр пристосували під замок-палац сельджуків, що уберегло його від руйнацій.
В реставрованому театрі з 1994 року проводять Міжнародний фестиваль опери і балету Аспендос під орудою Турецкоі державної опери та балету. Аудиторія театральних фестивалів сягнула 10.000 осіб.

## Галерея

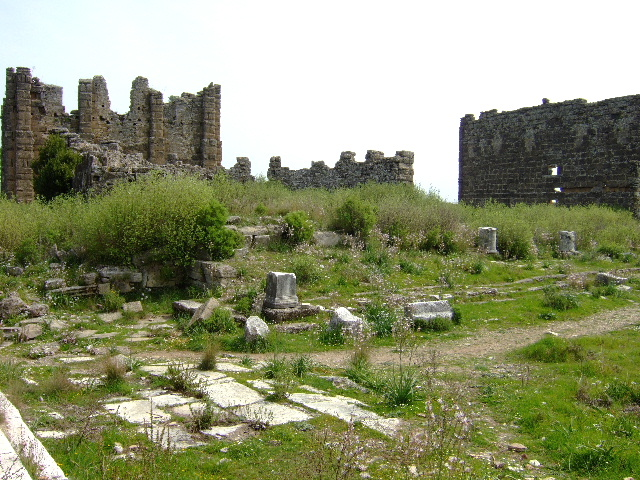
Археологічні залишки колишньої агори, фото 2008 р.
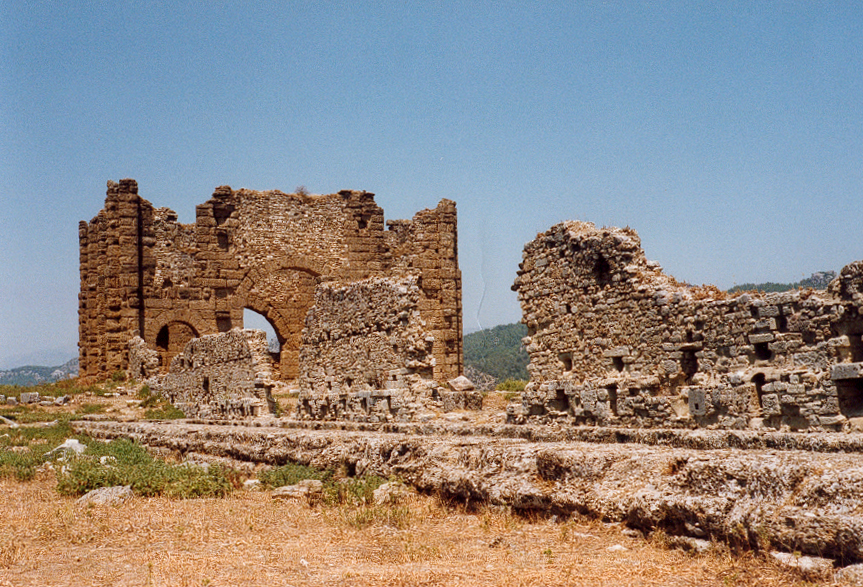
Колишня базиліка давньоримського періоду, фото 1991 р.
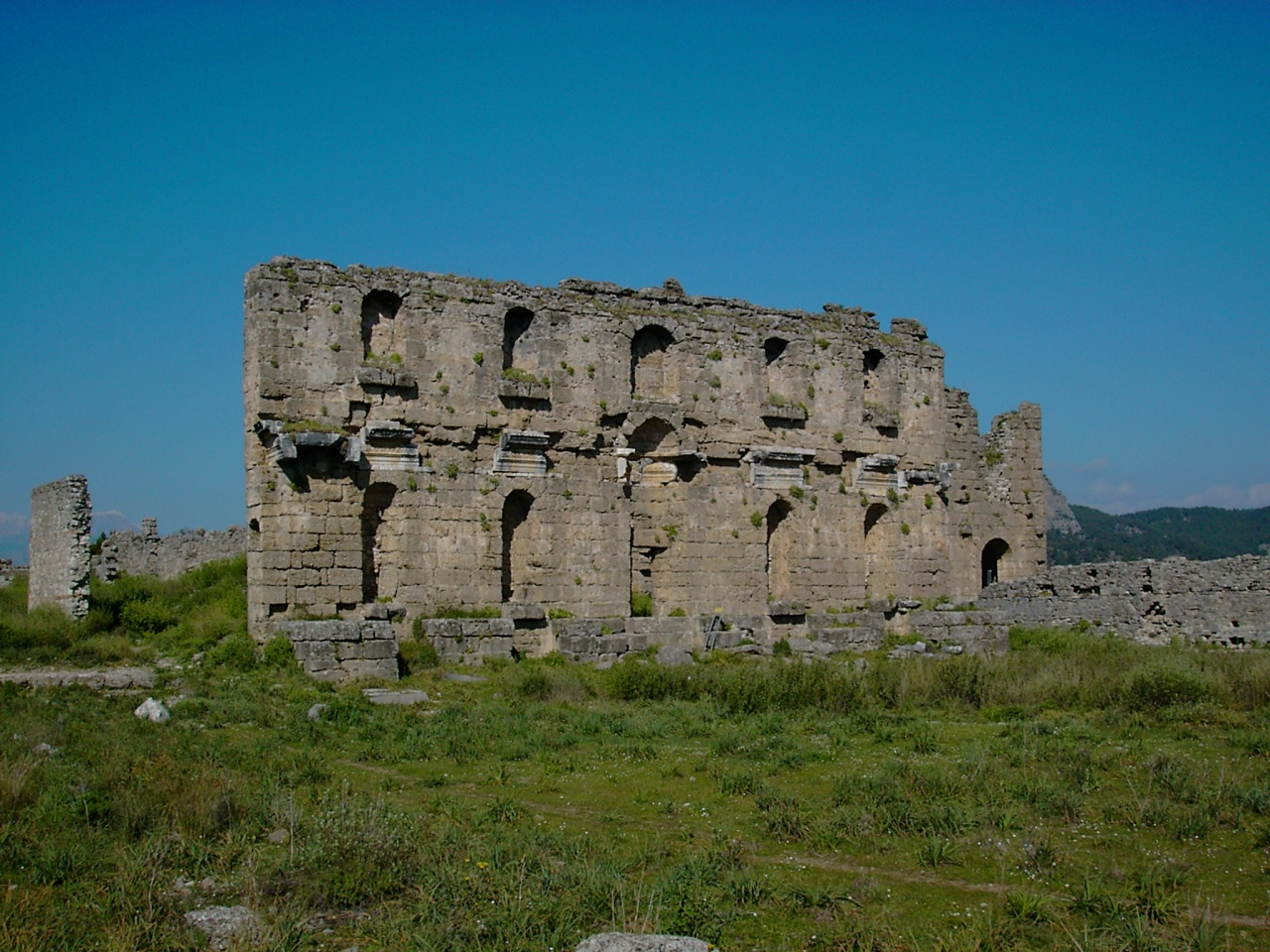
Колишній міський фонтан Німфеон, фото 2005 р.
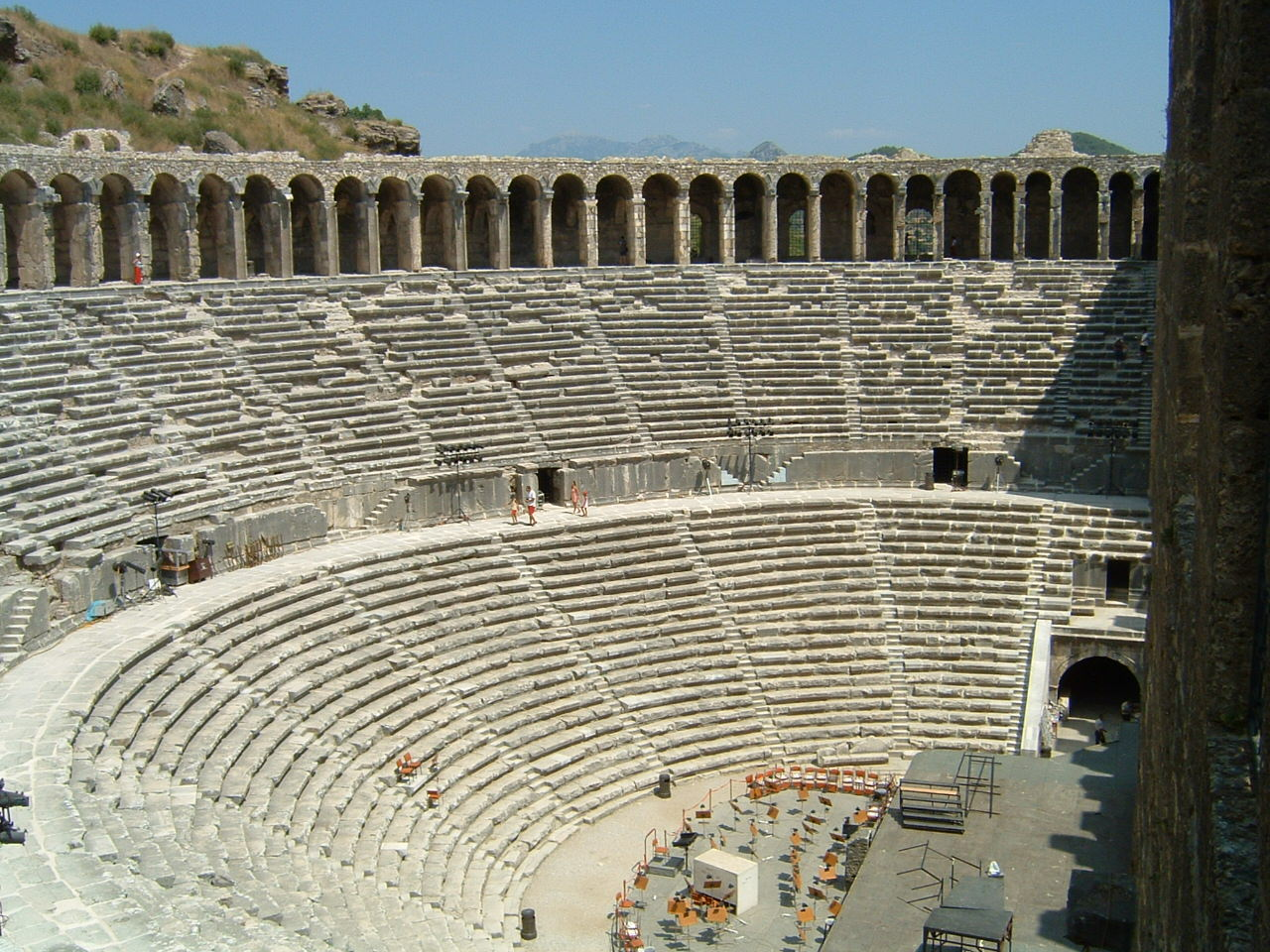
Глядацька зала давньоримського театру в Аспендосі, фото 2003 р.
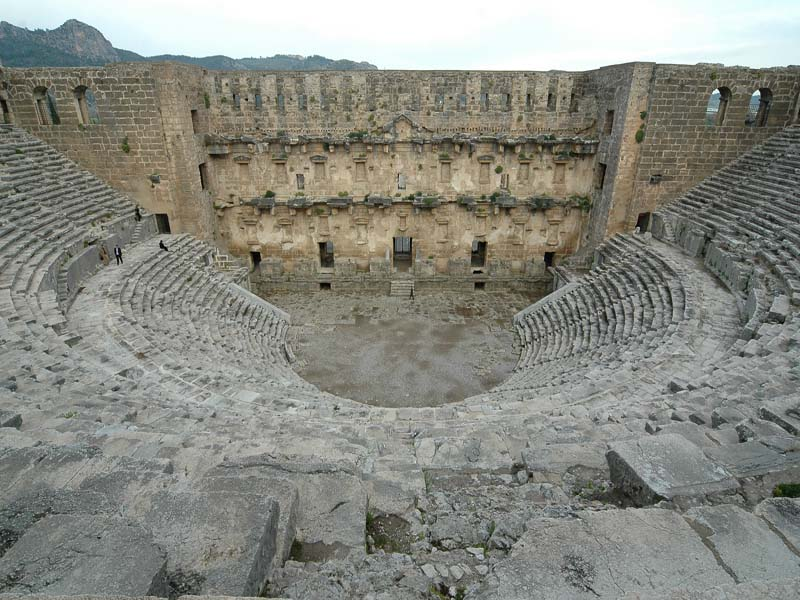
Римський театр в Аспендосі.